# Karimata

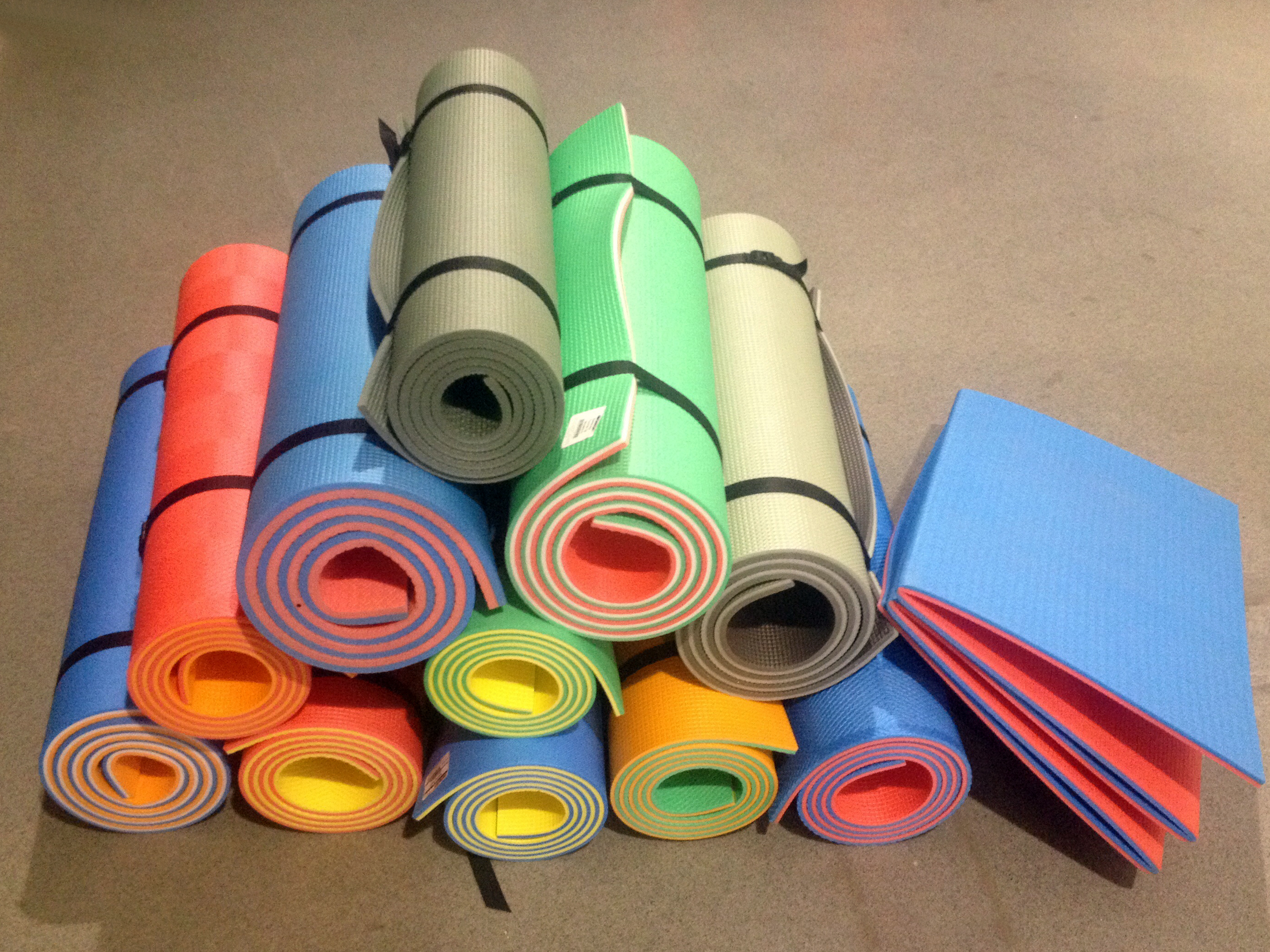
Karimaty zwinięte i jedna złożona (składana)

Karimata – arkusz pianki z tworzywa sztucznego, dobrze izolujący cieplnie i stosowany jako materac do spania.

## Historia

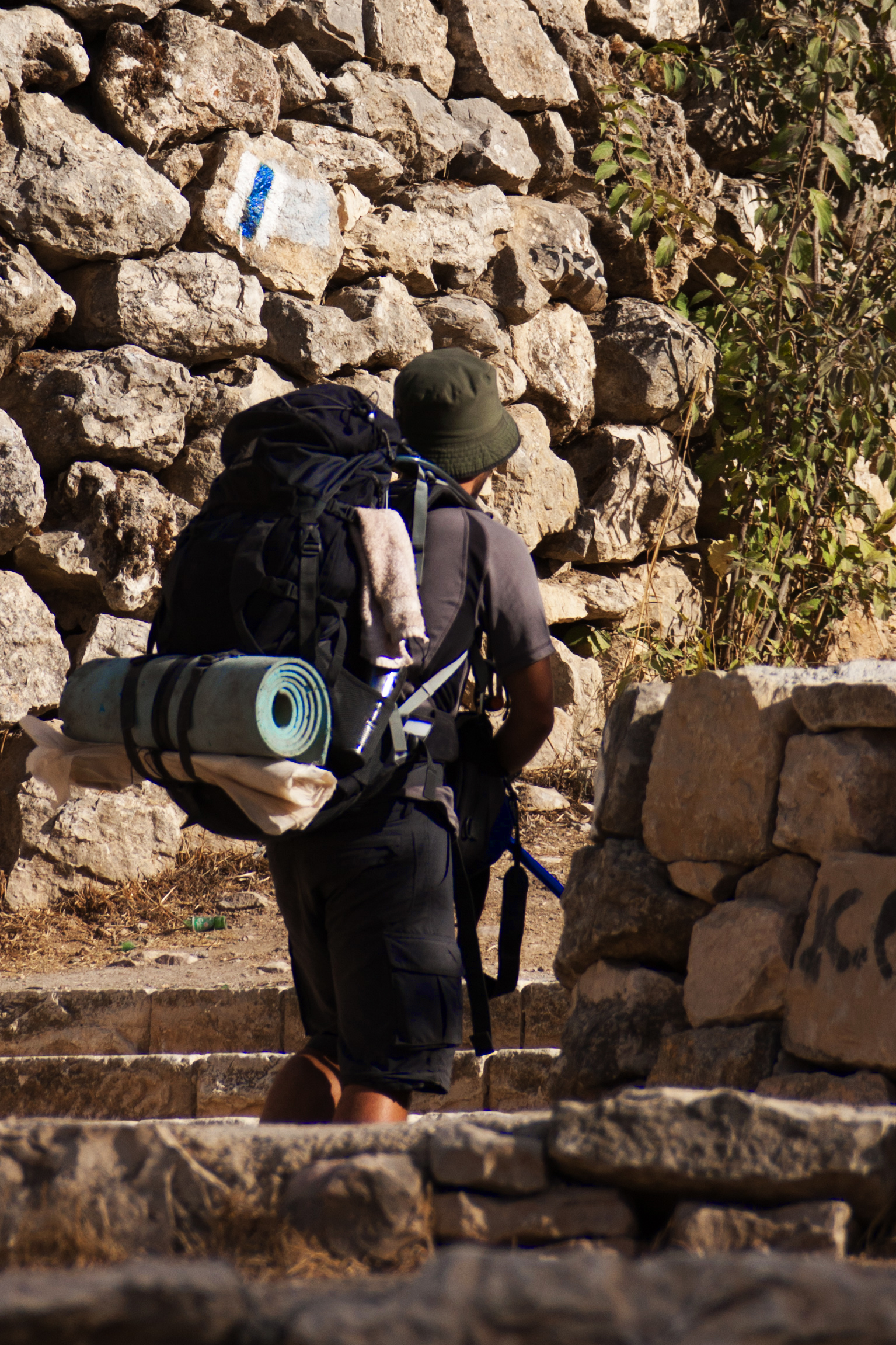
Turysta ze zrolowaną gładką karimatą przytroczoną do plecaka

Karimata została stworzona w 1968 w brytyjskiej firmie sprzętu turystycznego Karrimor. Autorem pomysłu był syn jej właściciela Mike Parsons, który z czasem stał się CEO Karrimora. Oparta była na piance produkcji firmy Zotefoams (wówczas pod nazwą BXL Plastics). Została wprowadzona na rynek pod nazwą handlową Karrimat i osiągnęła sukces rynkowy. Przyczyniła się do tego zakończona sukcesem brytyjska wyprawa na południową ścianę Annapurny w 1970, która wykorzystała maty Karrimora; w trakcie zejścia dwóch wspinaczy przetrwało biwak na wysokości 8000 metrów, co było pierwszym takim przypadkiem w historii himalaizmu.

## Technologia i cechy użytkowe
Typowa karimata jest wykonana z pianki o zamkniętych komórkach, przy czym surowcem może być pianka PE, EVA lub poliuretanowa. Jej grubość zazwyczaj wynosi od 5 do 20 mm, a waga nie przekracza 500 g. Często z jednej strony pianki znajduje się warstwa aluminium, która ma za zadanie zwiększyć izolacyjność karimaty, redukując transport ciepła przez promieniowanie.
Przykładowa karimata z pianki PE o grubości 15 mm pokryta folią osiąga R-value 2,6.
Korzystną innowacją, wprowadzoną przez firmę Ridgerest, jest pofałdowana struktura arkusza pianki, która zwiększa ilość powietrza izolującego leżącą na nim osobę od gruntu i podnosi jej wygodę. Takie maty bywają składane, co tworzy z nich poręczniejszy pakunek o mniejszej objętości niż w wypadku karimat zwijanych w rolkę.
Zaletami karimaty z punktu widzenia zastosowań turystycznych są niska waga i cena, niska podatność na uszkodzenia, szybkie rozkładanie i łatwe czyszczenie. Wśród wad wymienia się znaczną objętość, która często zmusza do przenoszenia ich na zewnątrz bagażu, niski komfort leżenia i gorszą izolacyjność termiczną w porównaniu do alternatywnych podkładów do spania.